# St. Jakobus (Markt Rettenbach)

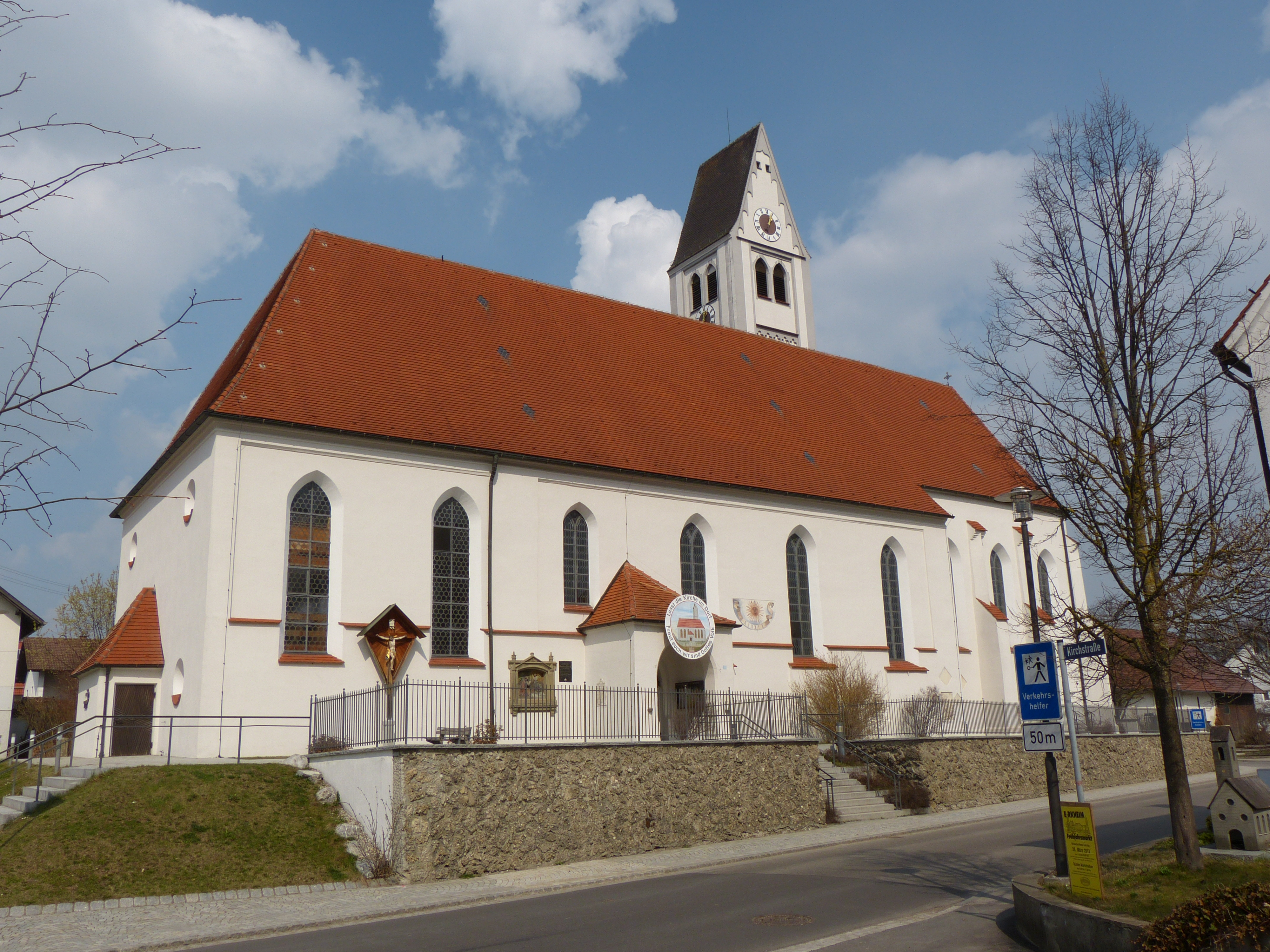
Kirche St. Jakobus in Markt Rettenbach, Ansicht von Süden

Die katholische Pfarrkirche St. Jakobus der Ältere befindet sich in Markt Rettenbach im Landkreis Unterallgäu in Bayern. Die Kirche steht unter Denkmalschutz.

## Geschichte
Der Kern des Kirchengebäudes stammt vermutlich aus der zweiten Hälfte des 15. Jahrhunderts. Im Jahr 1549 wurde die Kirche nach einem Umbau neu geweiht. Eine neugotische Erneuerung wurde 1881 durchgeführt. Das Langhaus wurde in den Jahren 1952/1953 um zwei Achsen in Richtung Westen verlängert.

## Baubeschreibung
Das Langhaus der Kirche ist ein Saal mit Flachdecke und besteht aus sechs Fensterachsen. An das Langhaus schließt sich ein eingezogener Chor mit 3/8 Schluss an. Der Chor besteht aus drei Jochen und einem Rippengewölbe von 1881. Außen am Chor sind Strebepfeiler mit Wasserschlag angebracht. Der Kirchturm befindet sich im nördlichen Chorwinkel und ist mit einem Satteldach gedeckt. Die Fassade des Kirchturmes ist durch Kleeblattbogenfriese in Geschosse unterteilt. Im Obergeschoss befinden sich spitzbogige gekoppelte Klangarkaden. Das Turmuntergeschoss verfügt über ein Kreuzrippengewölbe. An der Nordseite der Kirche befindet sich die Sakristei mit Pultdach. Jeweils auf der Süd- und Nordseite befinden sich zwei Vorhallen. Diese sind an der Südseite mit einem Walmdach, an der Nordseite mit einem Satteldach gedeckt. Die Kanzeltreppe befindet sich an der Nordseite und ist als schlichter Anbau ausgeführt.

## Ausstattung

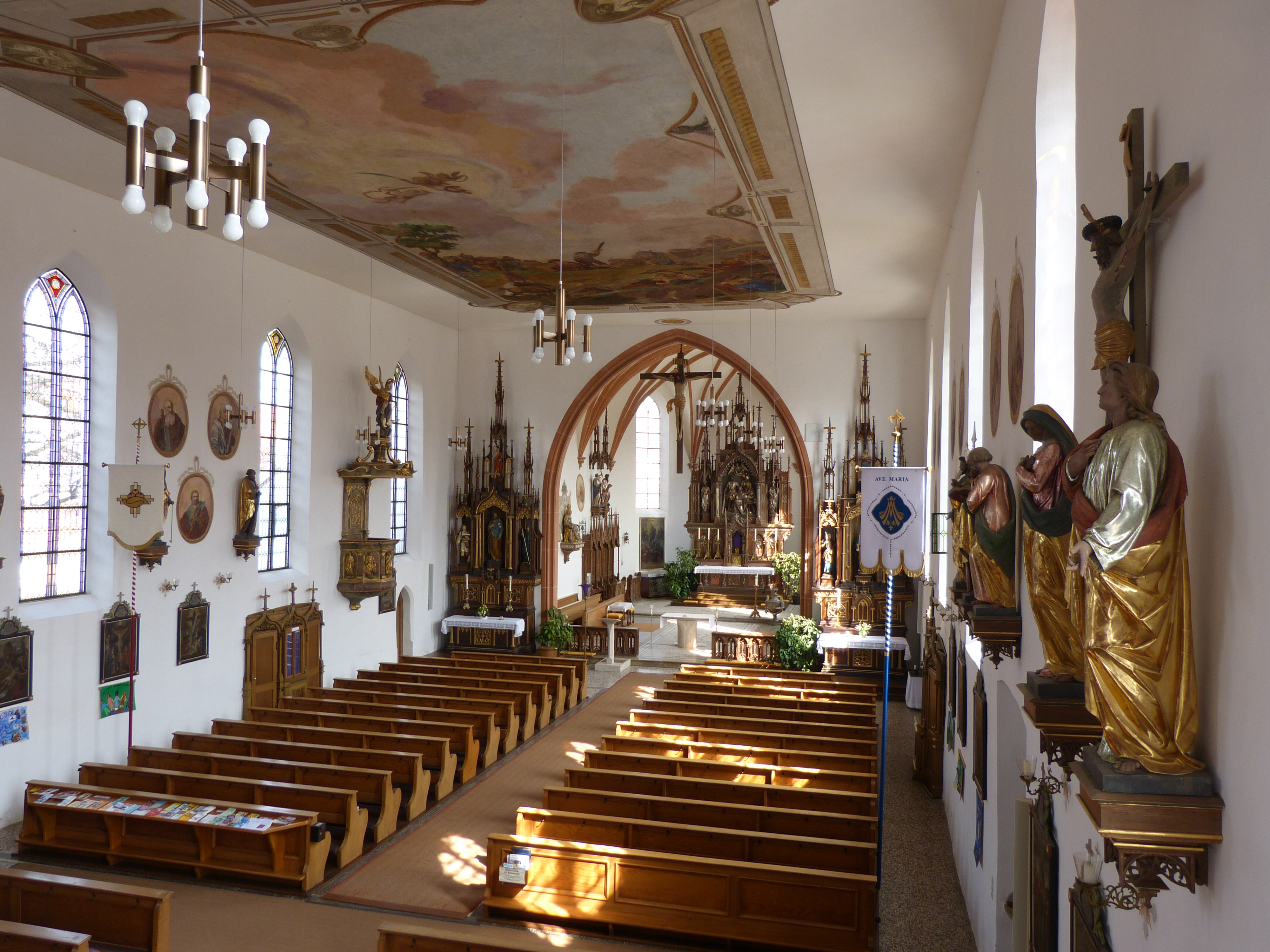
Innenansicht

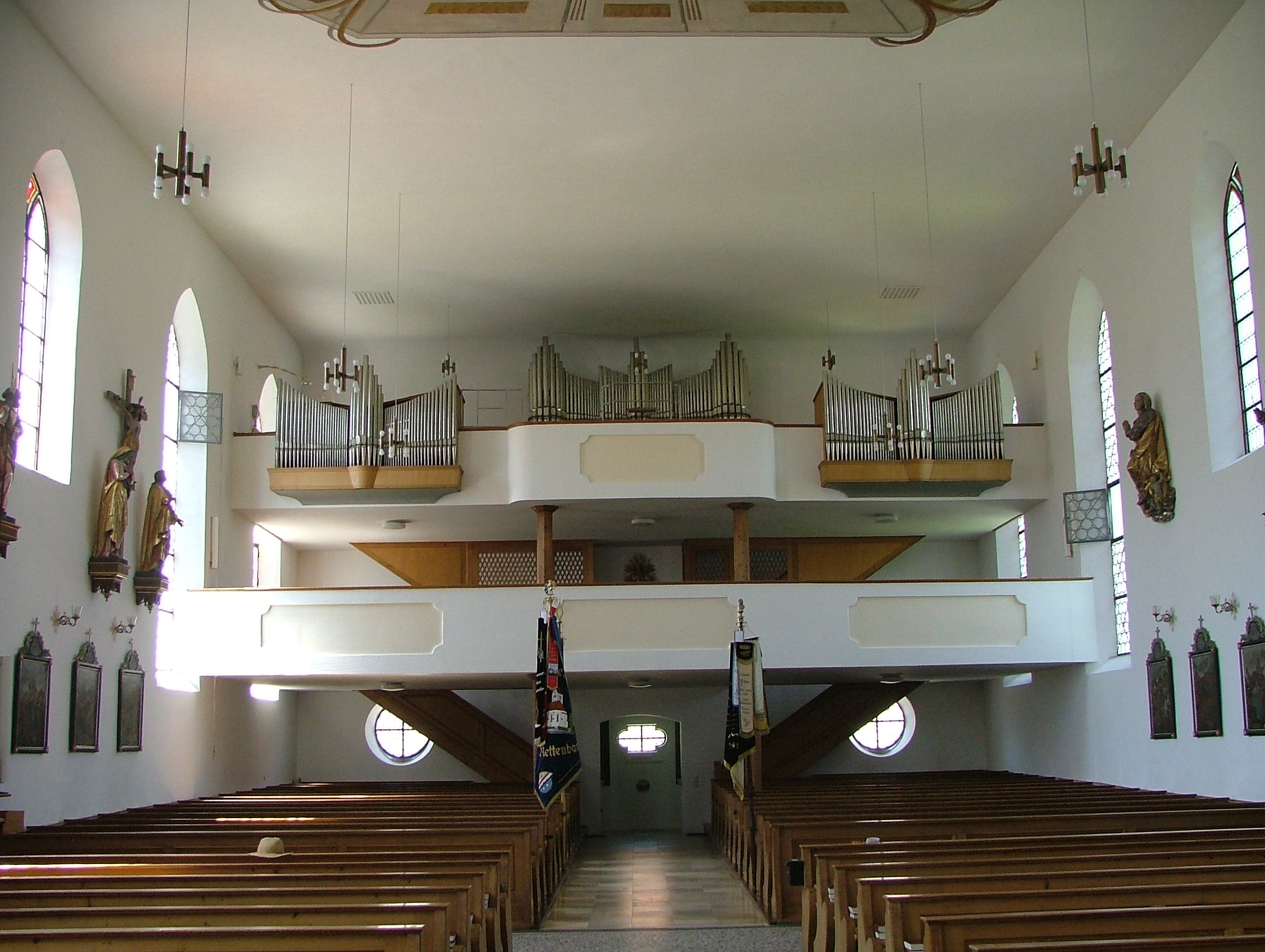
Empore mit Orgel

Die aus der zweiten Hälfte des 18. Jahrhunderts stammende Kanzel wurde ursprünglich in einer anderen Kirche aufgestellt. Sie besteht aus marmoriertem Holz und vergoldetem Dekor. An den geschwungenen Sockel schließt sich der polygonale durch Pilaster gegliederte Korb an. Die Felder der Kanzel zeigen goldgefasste Figuren mit Darstellungen des Guten Hirten und der vier Evangelisten. Der Schalldeckel der Kanzel wird mit einer Figur des Erzengels Michael bekrönt.
Das Taufbecken aus dem Ende des 18. Jahrhunderts ist wie die Kanzel aus marmoriertem Holz gefertigt. Das Deckengemälde des Langhauses zeigt die Enthauptung des hl. Jacobus Maior. In den Ecken sind in steinfarbenen Medaillons die Kirchenväter abgebildet. Bezeichnet ist das Deckengemälde mit J. Baader 1784. Es wurde 1881 überstrichen und im Jahr 1922 wieder freigelegt. Das Deckengemälde im Chor ist übertüncht und zeigte eine Darstellung der Kreuzigung. Geschaffen wurde das Gemälde von Joseph Baader 1784.
Vermutlich ebenfalls von J. Baader aus dem Jahr 1784 stammen die Wandmalereien. An den Chorwänden werden in vier hochovalen Medaillons die Evangelisten dargestellt. An der Nordwestecke des Chores befindet sich die steinfarbene Darstellung der Taufe Christi. Zu weiteren Gemälden der Kirche zählen das des Martyriums des heiligen Sebastian (1670) und eine Immaculata (1676) zum Andenken an den verstorbenen Pfarrer Lucas Mair. Der Kreuzweg mit 15 Stationen stammt aus der Zeit um 1800.
Im Chor befindet sich ein Vesperbild aus der ersten Hälfte des 18. Jahrhunderts. Die Himmelfahrtsmadonna, eine Arbeit des frühen 17. Jahrhunderts, wurde aus einem ursprünglich größeren Zusammenhang herausgelöst. Aus der Mitte des 18. Jahrhunderts stammt das Vesperbild in der Vorhalle. Beide Kruzifixe stammen aus dem 16. Jahrhundert.
Im Chor befindet sich das Grabdenkmal aus Sandstein von Anna Johanna Fugger-Kirchberg-Weißenhorn († 1658). Des Weiteren befinden sich die Grabdenkmäler des Pfarrers Georg Salomon Wirt († 1848) und von Sophia Durocher († 1842) in der Kirche.
An der südlichen Außenfassade sind fünf weitere Grabdenkmäler aus Solnhofener Plattenkalk aus dem 18. und dem frühen 19. Jahrhundert angebracht. Ebenfalls aus Solnhofener Plattenkalk gefertigt ist die Gedenktafel für die Gefallenen von 1805–1815. Diese ist mit Reich Sth. bezeichnet.

## Bildergalerie

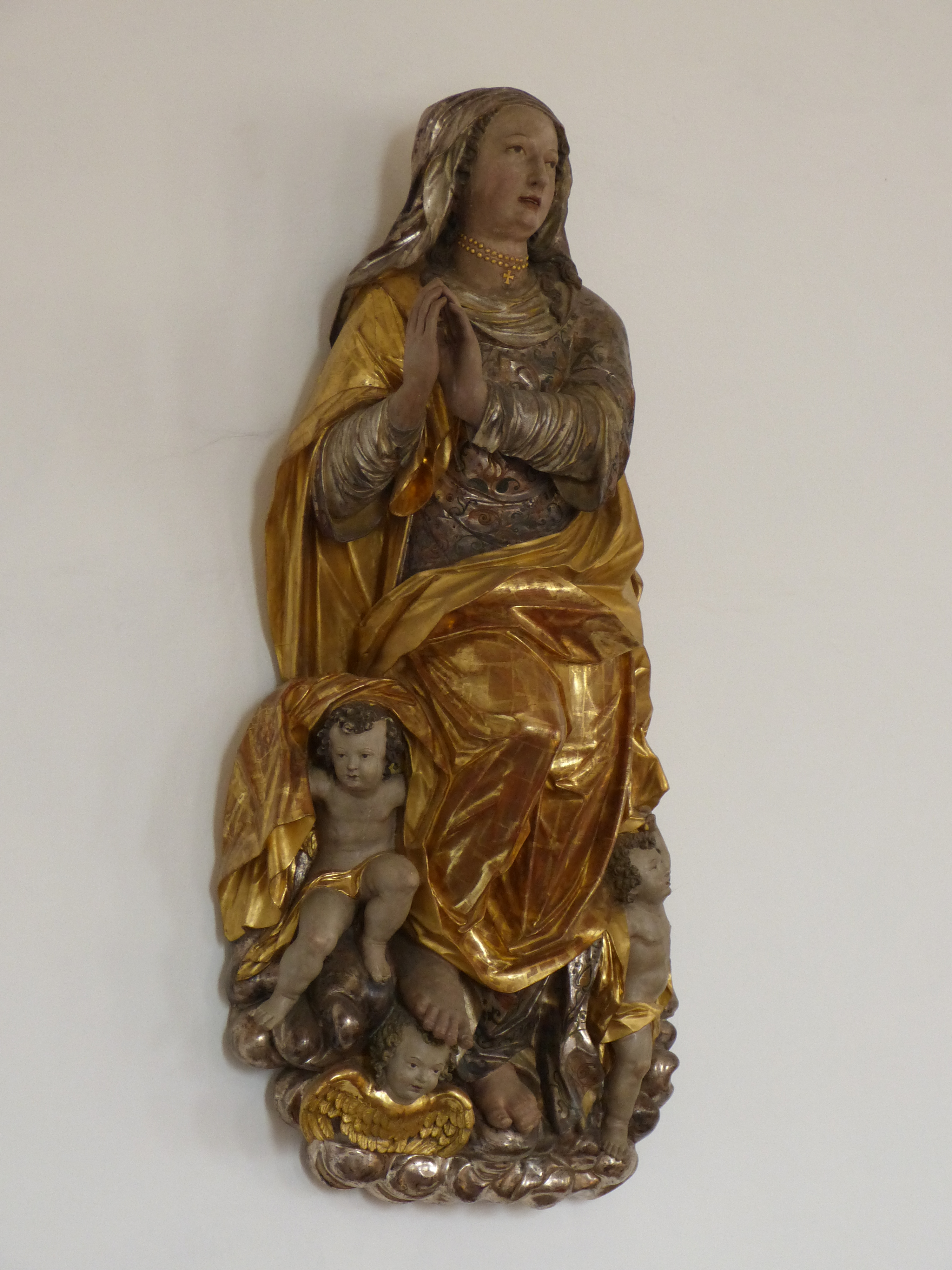
Himmelfahrtsmadonna aus dem frühen 17. Jahrhundert
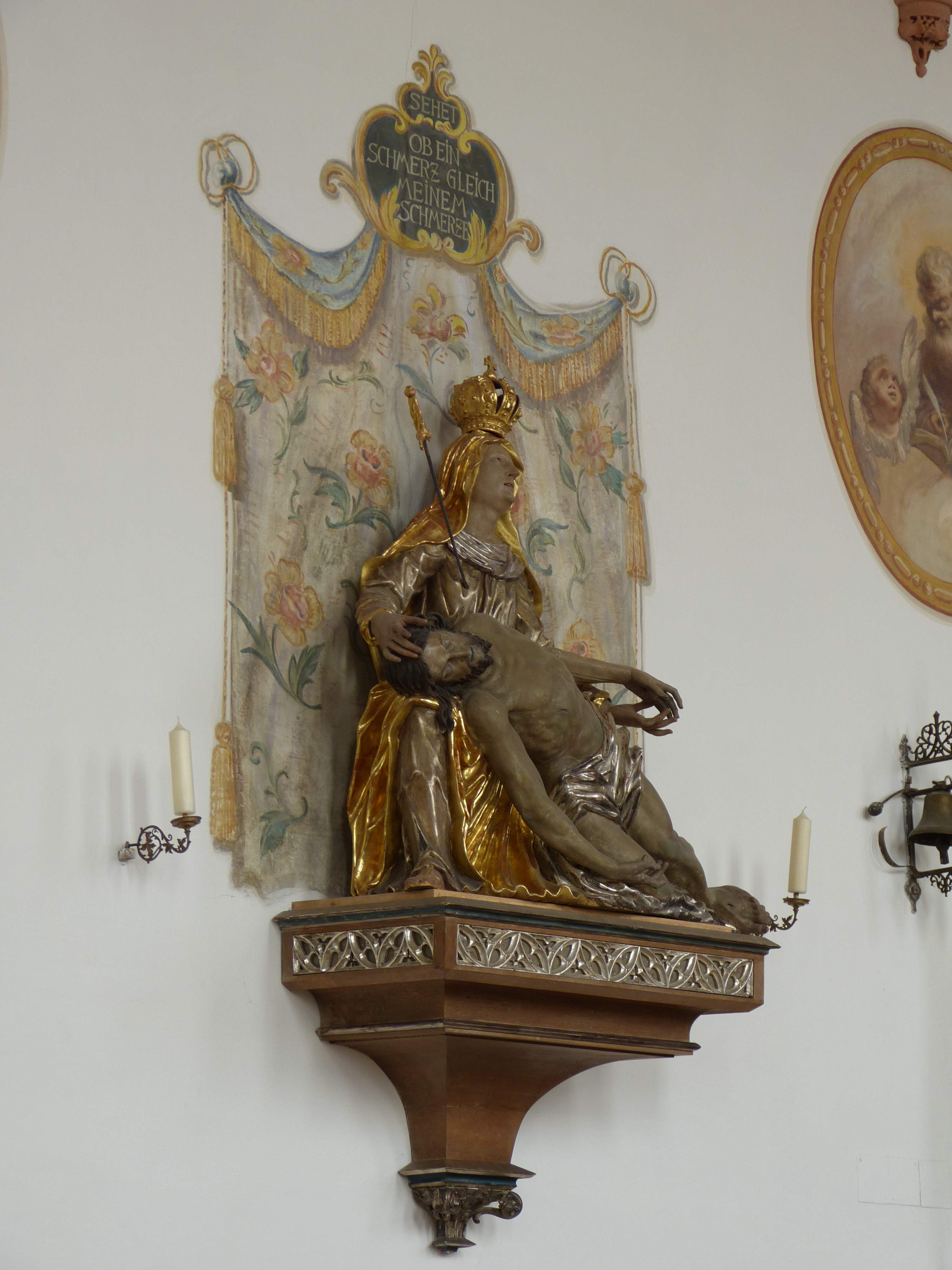
Vesperbild im Chor aus der ersten Hälfte des 18. Jahrhunderts
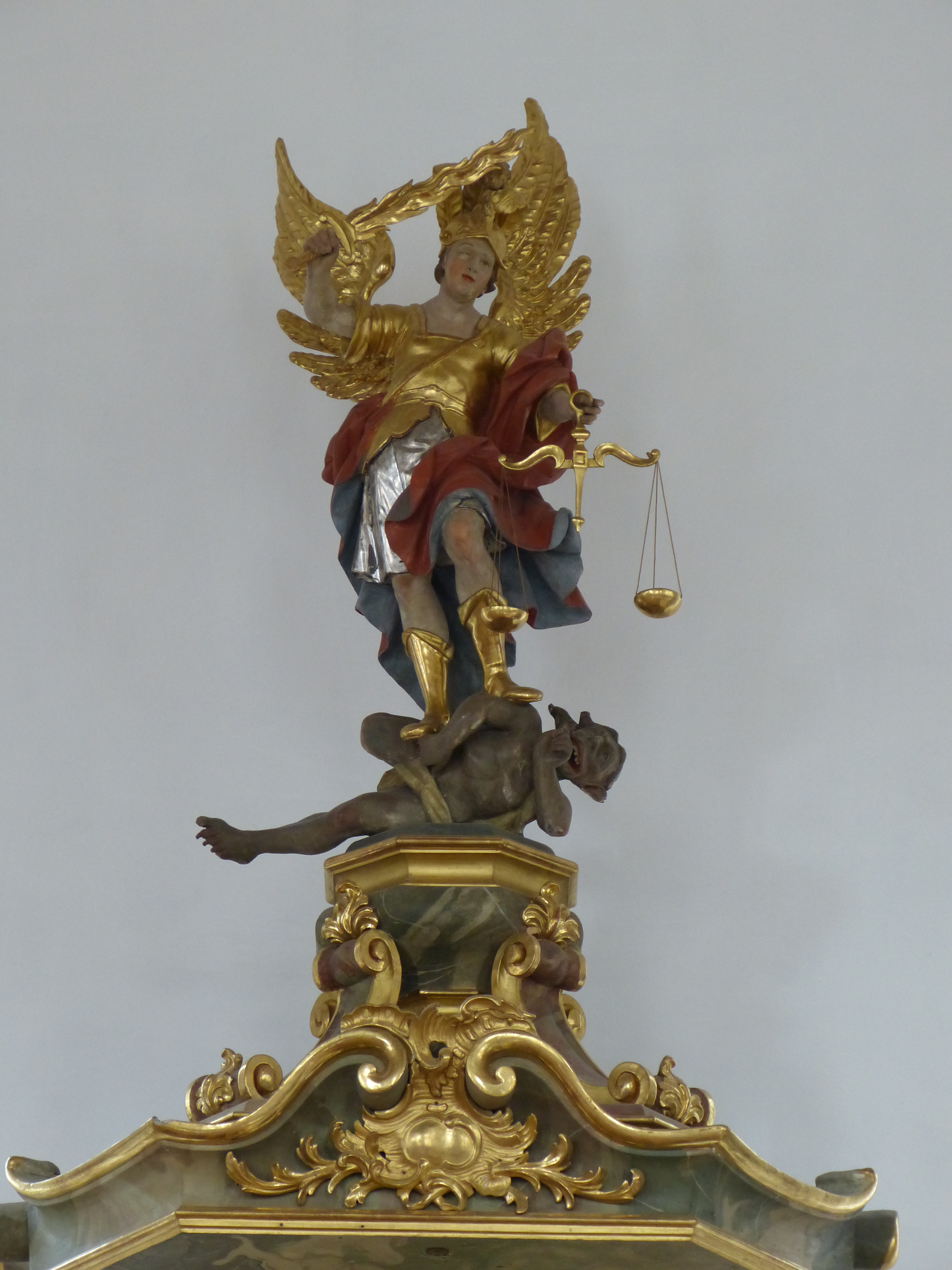
Erzengel Michael auf dem Schalldeckel der Kanzel, 18. Jahrhundert
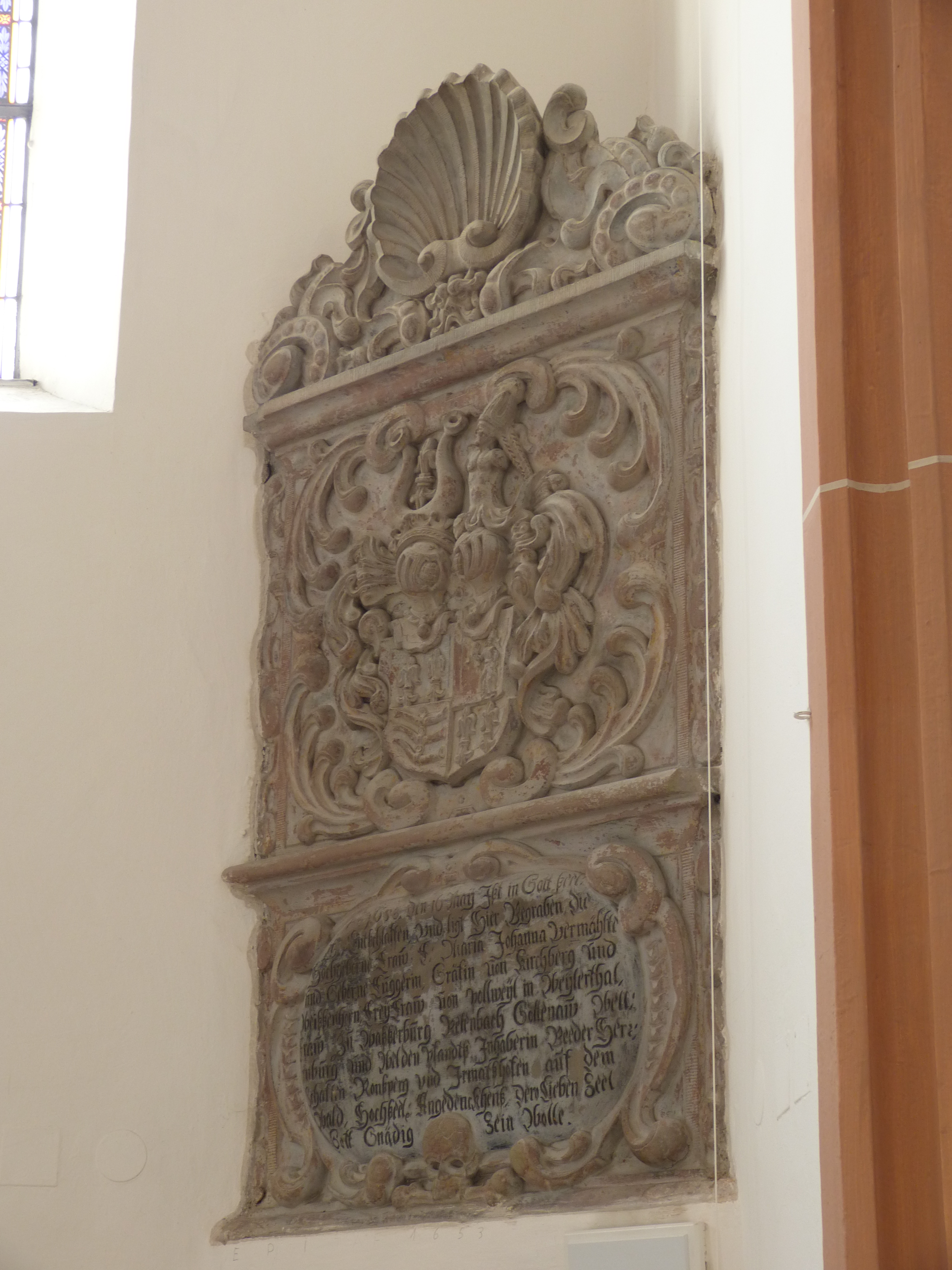
Grabdenkmal von Anna Johanna Fugger-Kirchberg-Weißenhorn († 1658)